# Elena Melnik
Elena Melnik (en ruso: Елена Мельник; 8 de septiembre de 1986 en Ekaterimburgo) es una modelo rusa.

## Biografía

### Inicios
Melnik nació en la ciudad de Sverdlovsk, actual Ekaterimburgo. Inició su carrera en el mundo del modelaje en 2005, cuando fue descubierta por el scout georgiano Guia Jikidze, responsable de promover otras modelos internacionales como Irina Shayk y Natalia Vodianova. Poco tiempo despupes, Melnik debutó en las pasarelas representando a la marca internacional Calvin Klein. También ha aparecido en la pasarela para otras importantes marcas como Louis Vuitton, Balmain, Diane von Furstenberg, Marchesa, MaxMara, Rodarte y Trovata, entre muchas otras.

### Reconocimiento
Melnik ha aparecido en la portada de revistas como Vogue España, Vogue Portugal, Harper's Bazaar Reino Unido, Woman, ZOO Magazine, L'Officiel Italia, Marie Claire Italia, Elle Brasil, Elle España y Flair Magazine, además de figurar en la editorial de las ediciones para Reino Unido, Alemania, Francia, España e Italia de la revista Vogue.
Entre sus campañas más notables, destacan dos temporadas como el rostro oficial de la marca de cosméticos Givenchy, un contrato con la marca de perfumes de Vera Wang y Boucheron, y campañas publicitarias para D&G, Lacoste, Sportmax, Joseph y Barbara Bui. Es representada en los Estados Unidos por la agencia Trump Model Management y en Europa por Silent Models.